# Inez Clough
Inez Clough (1 de marzo de 1873, Worcester, Massachusetts-21 de noviembre de 1933, Elgin, Illinois) fue una cantante, bailarina y actriz de cine afroamericana en los Estados Unidos de principios del siglo XX.

## Carrera
Clough pasó gran parte de sus primeros años en Massachusetts, donde asistió a la escuela en Worcester y estudió piano y canto en Boston. En 1896, Clough se unió al Oriental America, un espectáculo teatral de Broadway creado por el impresario de vodevil John William Isham. En 1897, Clough se trasladó a Londres para la gira europea del espectáculo.
Al describir la experiencia de su compañía en el extranjero, Thomas Riis escribió que su grupo de actores observó "instalaciones comparativamente lujosas y orquestas más grandes que las habituales en Estados Unidos. La hospitalidad mostrada hacia ellos impresionó sin duda a los viajeros afroamericanos", que a causa del racismo y las leyes racistas sufrían con frecuencia discriminación o alojamientos de inferior calidad en Estados Unidos. Por el contrario, muchos artistas afroamericanos recibían un trato muy diferente en Europa que en Estados Unidos. Tras la gira con Oriental America, Clough permaneció en Londres unos diez años, durante los que dio clases de canto, hizo espectáculos en solitario y fue miembro de The Drury Lane Pantomimes.
A principios del siglo XX, Clough regresó a Estados Unidos y continuó su carrera como actriz, actuando principalmente en comedias musicales negras. Actuó en The Shoo-Fly Regiment (1907), de Bob Cole y J. Rosamond Johnson y también estuvo de gira con la compañía Williams and Walker.
En 1917, actuó en la obra Three Plays For a Negro Theatre. Esta obra, escrita por Ridgely Torrence , fue representada en el Garden Theater de Nueva York.
Reflexionando sobre esta obra, el escritor Benjamin Griffith Brawley escribió que era un drama que pretendía "alejarse del minstrel y el burlesque" que predominaban en la escena teatral afroamericana temprana "y presentar honestamente a los personajes negros cara a cara con todos los problemas que ponen a prueba a la raza en el crisol de la civilización estadounidense". El escritor James Weldon Johnson dijo que la obra "exigía la seria atención de la crítica y del público en general". La participación de Clough en esta producción fue ampliamente publicitada.
Clough también actuó en muchas películas mudas a principios de la década de 1920. Entre estas películas se incluyen Easy Money, Ties of Blood y Secret Sorrow.

## Vida personal
Clough se casó con Henry Peter Hogan en Nueva York[¿cuándo?] donde residió la mayor parte del resto de su vida. En sus últimos años sufrió importantes problemas mentales, acompañados de otros problemas de salud, incluido cáncer.